# Алатырь (Нижегородская область)
Ала́тырь — деревня в городском округе город Первомайск Нижегородской области, Россия.

## География
Деревня находится в южной части Нижегородской области, в зоне хвойно-широколиственных лесов, на левом берегу реки Алатыря.

### Климат
Климат характеризуется как умеренно континентальный, с жарким летом и холодной продолжительной зимой. Среднегодовая температура — 3,6 °C. Абсолютный минимум температуры воздуха самого холодного месяца (января) составляет −43 °C; абсолютный максимум самого тёплого месяца (июля) — 39 °C. Продолжительность безморозного периода колеблется в диапазоне от 95 до 180 дней. Среднегодовое количество атмосферных осадков составляет 538 мм.

## История
До упразднения сельсовета входила в Петровский сельсовет.

## Население
| 2002 | 2010 |
| ---- | ---- |
| 5    | ↘3   |